# Edgar Azzopardi
Edgar Azzopardi (27 juli 1943) is een voormalig voetbalscheidsrechter uit Malta. Hij floot acht jaar (1983-1991) op het hoogste niveau in Europa. 

## Interlands
| Datum            | Wedstrijd                              | Uitslag | Competitie        | Kreeg geel | Kreeg voor de tweede keer geel en dus rood | Weggestuurd |
| ---------------- | -------------------------------------- | ------- | ----------------- | ---------- | ------------------------------------------ | ----------- |
| 1 februari 1983  | Malta – Tunesië                        | 1 – 2   | Vriendschappelijk | ?          | ?                                          | ?           |
| 17 april 1983    | Hongarije – Luxemburg                  | 6 – 2   | EK-kwalificatie   | 3          | 0                                          | 0           |
| 5 december 1984  | Malta – Italië                         | 1 – 2   | Vriendschappelijk | ?          | ?                                          | ?           |
| 28 oktober 1987  | België – Finland                       | 1 – 0   | OS-kwalificatie   | ?          | ?                                          | ?           |
| 7 februari 1988  | Malta – Finland                        | 2 – 0   | Vriendschappelijk | ?          | ?                                          | ?           |
| 1 juni 1988      | Malta – Wales                          | 2 – 3   | Vriendschappelijk | ?          | ?                                          | ?           |
| 2 november 1988  | Cyprus – Noorwegen                     | 0 – 3   | WK-kwalificatie   | ?          | ?                                          | ?           |
| 12 februari 1989 | Algerije – Denemarken                  | 0 – 0   | Vriendschappelijk | ?          | ?                                          | ?           |
| 25 oktober 1989  | Malta – Duitse Democratische Republiek | 0 – 4   | Vriendschappelijk | ?          | ?                                          | ?           |
| 7 februari 1990  | Malta – Noorwegen                      | 1 – 1   | Vriendschappelijk | ?          | ?                                          | ?           |
| 2 juni 1990      | Malta – Ierland                        | 0 – 3   | Vriendschappelijk | ?          | ?                                          | ?           |
| 7 mei 1991       | Malta – IJsland                        | 1 – 4   | Vriendschappelijk | ?          | ?                                          | ?           |